# Championnat de Pologne de football 1955
Navigation
Édition précédente Édition suivante
La saison 1955 du championnat de Pologne de football est la vingt-septième saison de l'histoire de la compétition. Cette édition a été remportée par le CWKS Varsovie, devant le Stal Sosnowiec.

## Les clubs participants
| Club               | Ville     |
| ------------------ | --------- |
| CWKS Varsovie      | Varsovie  |
| Garbarnia Cracovie | Cracovie  |
| Gornik Radlin      | Radlin    |
| Gwardia Bydgoszcz  | Bydgoszcz |
| Gwardia Cracovie   | Cracovie  |
| Gwardia Varsovie   | Varsovie  |
| Kolejarz Poznań    | Poznań    |
| Lechia Gdańsk      | Gdańsk    |
| LKS Łódź           | Lódź      |
| Ogniwo Bytom       | Bytom     |
| Stal Sosnowiec     | Cracovie  |
| Unia Chorzów       | Chorzów   |

## Compétition

### Classement
| Rang | Équipe                 | Pts | J  | G  | N  | P  | Bp | Bc | Diff |
| ---- | ---------------------- | --- | -- | -- | -- | -- | -- | -- | ---- |
| 1    | CWKS Varsovie (C)      | 28  | 22 | 12 | 4  | 6  | 48 | 21 | +27  |
| 2    | Stal Sosnowiec (P)     | 27  | 22 | 10 | 7  | 5  | 30 | 16 | +14  |
| 3    | Unia Chorzów           | 25  | 22 | 7  | 11 | 4  | 34 | 25 | +9   |
| 4    | Gwardia Varsovie       | 25  | 22 | 11 | 3  | 8  | 38 | 30 | +8   |
| 5    | Lechia Gdańsk (P)      | 23  | 22 | 8  | 7  | 7  | 19 | 15 | +4   |
| 6    | Garbarnia Cracovie (P) | 23  | 22 | 9  | 5  | 8  | 25 | 21 | +4   |
| 7    | Gwardia Cracovie       | 22  | 22 | 10 | 2  | 10 | 26 | 29 | -3   |
| 8    | ŁKS Łódź               | 21  | 22 | 8  | 5  | 9  | 27 | 37 | -10  |
| 9    | Kolejarz Poznań        | 19  | 22 | 7  | 5  | 10 | 24 | 35 | -11  |
| 10   | Gwardia Bydgoszcz      | 18  | 22 | 6  | 6  | 10 | 18 | 26 | -8   |
| 11   | Ogniwo Bytom           | 17  | 22 | 5  | 7  | 10 | 23 | 36 | -13  |
| 12   | Górnik Radlin          | 16  | 22 | 5  | 6  | 11 | 20 | 41 | -21  |

| Légende | Légende                                                      |
| ------- | ------------------------------------------------------------ |
|         | Champion de Pologne                                          |
|         | Relégation en II Liga                                        |
|         | (P) : Promu (C) : Vainqueur de la Coupe de Pologne 1954-1955 |

## Bilan de la saison
| Tableau d'Honneur |               |
| Compétition       | Vainqueur     |
| I Liga            | CWKS Varsovie |
| Coupe de Pologne  | CWKS Varsovie |

| Promotions et relégations |                               |
| Relégués en II Liga       | Ogniwo Bytom Górnik Radlin    |
| Promus de II Liga         | Górnik Zabrze Budowlani Opole |

## Meilleurs buteurs
| # | Joueur             | Équipe           | Buts |
| - | ------------------ | ---------------- | ---- |
| 1 | Stanisław Hachorek | Gwardia Varsovie | 16   |
| 2 | Gerard Cieślik     | Unia Chorzów     | 15   |
| 3 | Lucjan Brychczy    | CWKS Varsovie    | 13   |